# Regra do octeto

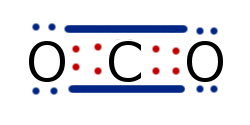
As ligações químicas no dióxido de carbono — o átomo central (carbono) está rodeado por 8 eletrons, de acordo com a regra do octeto, formando uma molécula estável.

A regra do octeto, fundamentada na chamada teoria do octeto, é uma regra química simples, segundo a qual os átomos tendem a combinar-se de modo a ter, cada um, oito elétrons na sua camada de valência, ficando com a mesma configuração eletrônica de um gás nobre. A regra é aplicável aos principais grupos de elementos, especialmente ao carbono, nitrogênio, oxigênio e halogênio, mas também a metais como o sódio ou o magnésio. De forma resumida: as moléculas ou íons tendem a ser mais estáveis quando a camada de elétrons externa de cada um dos seus átomos está preenchida com oito elétrons. De fato, parte-se do princípio que, na natureza, todos os sistemas tendem a adquirir a maior estabilidade possível. Os átomos, por exemplo, ligam-se uns aos outros formando moléculas para aumentar a sua estabilidade.
De acordo com esta teoria, os átomos dos elementos ligam-se uns aos outros na tentativa de completar a sua camada de valência. Isso pode ser conseguido de diversas maneiras, dando origem a diversos tipos de ligações químicas, que incluem a partilha de elétrons entre átomos. Contudo, existem arranjos menos estáveis que o de um gás nobre que ocorrem regularmente nos metais de transição.
A regra do octeto pode ser enunciada da seguinte maneira: "Quando são formadas ligações entre átomos, esses átomos tendem a partilhar elétrons para completar seus octetos". Ou seja, os átomos tendem a compartilhar elétrons de forma que suas estruturas eletrônicas assemelha-se à estrutura eletrônica do gás nobre antecedente (no caso dos metais) ou do gás nobre posterior (no caso dos não-metais). Geralmente, o octeto corresponde a oito elétrons na camada de valência.

## História
No final do século XIX já se sabia que os compostos de coordenação (antes designados como compostos moleculares) eram formados pela combinação de átomos ou moléculas, de tal maneira que as valências dos átomos envolvidos ficavam aparentemente "satisfeitas". Em 1893, Alfred Werner demonstrou que o número de átomos ou de grupos associados a um átomo central (ou seja, o "número de coordenação") era geralmente de 4 ou 6. Ocorrem, por vezes, outros números de coordenação até {\displaystyle 8}, contudo, de forma menos frequente. Em 1904 Richard Abegg formulou o que hoje é conhecido como regra de Abegg, que estabelece que a diferença entre o máximo positivo ou negativo de valências de um elemento é, frequentemente, oito. Esta regra foi, depois, usada em 1916 quando Gilbert Lewis formulou a "regra do octeto" na sua teoria do átomo cúbico.

## Gases nobres
Os átomos dos gases nobres são os únicos que possuem a camada da valência completa, isto é, com oito eletrons (ou dois, no caso da camada {\displaystyle K}). A saturação da camada da valência com oito eletrons (ou dois, no caso da camada {\displaystyle K}) aumenta a estabilidade do átomo, ocasionando o que se designa como configuração estável.
Por terem o octeto completo, os gases nobres raramente se combinam com outros elementos. Para tal, precisam ser submetidos a condições muito especiais de temperatura e pressão, e com elementos extremamente reativos como, por exemplo, o flúor. 

## Exceções
A simplicidade do enunciado da regra do octeto, todavia, contrasta com as observações de inúmeras propriedades dos elementos e dos sistemas por eles formados. Dessa forma, não é possível, com ela, prever todas as fórmulas ou explicar as estruturas formadas em todas as ligações químicas. Isto decorre do fato de que a teoria se concentra na semelhança das moléculas aos octetos {\displaystyle ns^{2},~np^{6}} dos gases nobres, ou seja, ela se ajusta bem à representação de fórmulas de compostos formados por elementos representativos da tabela periódica, cujos elétrons de valência pertencem à camada {\displaystyle s} ou à {\displaystyle p}. Porém, mesmo algumas ligações envolvendo elementos como o boro ({\displaystyle B}), o berílio ({\displaystyle Be}), o fósforo ({\displaystyle P}), entre outros representativos, que obedecem à regra na maioria das vezes, e as formadas por elementos das camadas de transição ({\displaystyle d} e {\displaystyle f}) falham à representação via teoria do octeto.
Algumas dessas exceções são:
1. O átomo de hidrogênio atinge sua configuração eletrônica de gás nobre com 2 elétrons, ao invés de 8.[3]
2. Em certas espécies, são admitidos números ímpares de elétrons de valência. Assim, pelo menos um dos átomos dessa espécie não poderá ter um octeto. Essas espécies têm elétrons com spins não-emparelhados e são chamadas de radicais. Um exemplo de radical é o radical metil, {\displaystyle CH_{3}-}.
3. Alguns não-metais do período 3 podem acomodar mais de oito elétrons na camada de valência. É o caso da camada de valência expandida, em que o átomo central de uma molécula tem orbitais {\displaystyle d} vazios e pode acomodar 10, 12 ou até mais elétrons. Assim, esses elétrons podem estar como pares isolados ou podem ser usados para que se formem ligações com o átomo central. Além disso, o tamanho de determinado átomo central pode tornar possível que um maior número de átomos do que o permitido pela regra do octeto ligue-se ao central. Um composto assim é chamado de composto hipervalente. Como exemplo, temos o {\displaystyle PCl_{5}}.
4. No trifluoreto de boro, {\displaystyle BF_{3}}, o átomo de boro possui o octeto incompleto: sua camada de valência fica com somente 6 elétrons. Para completar o octeto, o {\displaystyle BF_{3}} geralmente liga-se com um outro átomo (ou íon) que possui um par isolado de elétrons e doa ambos os elétrons desse par. Além do boro, compostos de alumínio e berílio também podem ter octetos incompletos.[4]

## Moléculas hipervalente
Elementos do grupo principal na terceira e mais tarde as linhas da tabela periódica podem formar hiper coordenar ou moléculas hipervalentes em que o átomo do grupo principal central está ligado a mais de quatro outros átomos, tais como pentacloreto de fósforo, {\displaystyle PCl_{5}}, e hexafluoreto de enxofre, {\displaystyle SF_{6}}. Por exemplo, em {\displaystyle PCl_{5}}, se supõe-se que há cinco ligações covalentes verdadeiras, em que cinco pares de elétrons estão sendo compartilhados e distintos, então o fósforo seria rodeado por {\displaystyle 10} elétrons de valência em violação da regra do octeto. Nos primeiros dias da mecânica quântica, Pauling propôs que os átomos da terceira fileira podem formar cinco ligações usando um orbital do tipo {\displaystyle s}, três {\displaystyle p} e um {\displaystyle d}, ou seis ligações usando um orbital do tipo {\displaystyle s}, três {\displaystyle p} e dois {\displaystyle d}.
Para formar cinco ligações, uma com orbital do tipo {\displaystyle s}, três do tipo {\displaystyle p} e uma do tipo {\displaystyle d}, ou seja, se combinarem para formar cinco orbitais hidridos, {\displaystyle sp^{3}d} que cada par de elétrons compartilhado como um átomo de halogéneo, a um total de {\displaystyle 10} elétrons compartilhados, dois a mais do que a regra do octeto prevê. Da mesma forma, para formar seis ligações, os seis orbitais hidridos do tipo {\displaystyle sp^{3}d^{2}}, formam seis ligações com {\displaystyle 12} elétrons compartilhados.
Neste modelo, a disponibilidade de vazios orbitais {\displaystyle d} é usada para explicar o fato de que os átomos da terceira fileira, como fósforo e enxofre podem formar mais de quatro ligações covalentes, enquanto que átomos de segunda linha, como nitrogênio e oxigênio são estritamente limitados pela regra do octeto.
No entanto, outros modelos descrevem a ligação usando apenas orbitais do tipo {\displaystyle s} e {\displaystyle p} de acordo com a regra do octeto. Uma ligação de valência descrita do {\displaystyle PF_{5}}, usa ressonância entre estruturas diferentes de {\displaystyle {PF_{4}}^{+}F^{-}}, de modo que cada um de {\displaystyle F} está ligado a uma estrutura de quatro ligações covalentes e uma estrutura de ligação iônica. Cada estrutura de ressonância tem oito elétrons de valência em {\displaystyle P}.
A descrição da teoria orbital molecular considera as três ligações equatoriais {\displaystyle P-F} como ligações covalentes verdadeiras, enquanto as duas ligações axiais formada pelos dois centros com {\displaystyle F-P-F}, totalizando quatro ligações covalentes (quatro elétrons), mais duas ligações do tipo orbital molecular ligante e duas ligações do tipo orbital não ligante. O orbital não  ligante está localizada sobre os dois átomos de flúor axiais, então, novamente, há apenas oito elétrons de valência do fósforo. A validade da regra do octeto para moléculas hipervalentes está apoiada pelos cálculos ab initio dos orbitais moleculares, que mostram que a contribuição das funções d para as ligações dos orbitais do tipo {\displaystyle d} é pequena.